# Der Opernball
Personnages
- Théophile Beaubuisson, rentier (basse)
- Madame Palmyra Beaubuisson, sa femme alto)
- Henri, cadet de la Marine, leur neveu (ténor ou mezzosoprano)
- Paul Aubier (ténor)
- Angèle, sa femme et nièce de Madame Beaubuisson (soprano)
- Georges Duménil (ténor-bouffon)
- Marguerite Duménil, sa femme (soprano)
- Hortense, femme de chambre des Duménil (soubrette)
- Féodora, une chansonnière (soprano)
- Philippe, maître d'hôtel dans le foyer de l'opéra (ténor)
- Jean, un serveur
- Germain, un serveur

Der Opernball (en français Le Bal de l'Opéra) est une opérette de Richard Heuberger sur un livret de Victor Léon et Heinrich von Waldberg, créée en 1898 au Theater an der Wien.

## Argument

### Acte I
À Paris pendant le carnaval, Paul Aubier et sa femme Angèle rendent visite à Georges et Marguerite Duménil. Marguerite, sceptique quant à la fidélité conjugale, persuade la crédule Angèle de mettre les deux maris à l'épreuve. En son nom, la bonne Hortense écrit deux lettres identiques invitant Paul et Georges à rencontrer une noble dame au bal de l'opéra. Leur plaque d'immatriculation est un domino rose. Hortense écrit secrètement une troisième lettre à Henri, car elle aussi veut apparaître avec un domino rose.

### Acte II
Dans la foule des masques au bal de l'opéra, tous les participants apparaissent peu à peu. Le vieux Beaubuisson est accompagné de la chanteuse Féodara, Henri trouve le domino rose qu'il cherche chez Hortense, Georges chez Angèle, Paul chez Marguerite. Georges et Paul espèrent en avoir pour leur argent dans les séparées, mais les dames et les garçons sont convenus d'un coup de cloche qui est censé servir de prétexte pour faire sortir les fougueux amoureux. C'est ce qui arrive, et les déçus Paul et Georges sont encore plus surpris.
La confusion augmente lorsque Georges et Paul pensent tous deux reconnaître Hortense comme leurs dominos roses respectifs. Georges brûle accidentellement son domino avec sa cigarette en s'embrassant, et Paul déchire avec zèle son manteau. Marguerite et Angèle, qui ignorent tout de la présence d'Hortense, se soupçonnent mutuellement qu'ils ont courtisé cette femme. Après tout, les messieurs restent entre eux sans dominos roses.

### Acte III
De retour chez lui, Georges découvre par hasard le papier à lettres sur lequel était écrite l'invitation au bal de l'opéra et perçoit la ruse des femmes. Il y a de violentes accusations mutuelles, à l'apogée desquelles Georges et Paul veulent se battre en duel. Enfin, les deux épouses peuvent prouver avec leurs costumes aux dominos intacts qu'elles ne sont pas allées trop loin. Au lieu de cela, Henri révèle la troisième lettre d'invitation et Hortense est exposée comme son auteur.

## Adaptation
- Nuits de Vienne (de), film du Troisième Reich réalisé par Géza von Bolváry, sorti en 1939.
- Bal à l'Opéra, film autrichien réalisé par Ernst Marischka, sorti en 1956.

## Source de la traduction
- (de) Cet article est partiellement ou en totalité issu de l’article de Wikipédia en allemand intitulé « Der Opernball » (voir la liste des auteurs).